# Sant Serni de Cerbi
Sant Serni de Cerbi és l'església parroquial romànica del poble de Cerbi, en el terme municipal de la Guingueta d'Àneu, a la comarca del Pallars Sobirà. Està situada a dins del nucli de població, en el seu sector oriental, i pertanyia al territori de l'antic terme d'Unarre. És un temple molt transformat al llarg dels segles, però conserva elements diversos de l'obra original romànica, com el cos de la nau, amb les pilastres dels arcs torals, un parell de finestres de doble biaix. La porta primitiva fou substituïda. S'hi conserva una notable pica baptismal romànica.

## Descripció
Edifici de nau única, molt irregular degut a les transformacions que ha patit. La capçalera es troba a l'est i és rectangular i la porta, a l'oest, és d'arc apuntat. Presenta una torre campanar poc elevada a sobre la porta, actualment coberta a dues vessants. La nau està coberta amb volta de canó.
A l'exterior es poden observar contraforts, capelles i altres dependències adossades en diferents moments que es distingeixen pels tipus d'aparell utilitzat.
Pica baptismal sostinguda per un peu cúbic amb els angles tallats a bisell sobre un peu troncocònic. La pica monolítica presenta una part inferior cònica decorada només amb uns bosells i una part superior cilíndrica decorada amb un fris gravat format per uns cercles amb rosetes, de sis pètals, inscrites, un motiu molt repetit als Pirineus.
Conserva una talla de fusta del Crist Crucificat, de tradició gòtica.